# Terra Nova (Star Trek)
Terra Nova is de vijfde aflevering van de serie Star Trek: Enterprise.

## Verloop van de aflevering
De bemanning van de USS Enterprise (NX-01) gaat onderzoeken wat er is gebeurd met de Terra Nova-kolonie. Dit was de eerste kolonie van de Aarde buiten het zonnestelsel. De Aarde verloor alle contact met de kolonie na een aantal vijandige communicaties. Als ze arriveren komen ze niemand tegen, slechts een uitgestorven dorpje. Er komt ook een lage dosis straling voor op de plaats van het dorp, die op de lange termijn schadelijk is voor mensen.
Een verkenningsteam, bestaande uit Travis Mayweather, T'Pol, Jonathan Archer en Malcolm Reed wordt erop uitgestuurd om de mensen op te sporen. Het eerste contact met de kolonisten verloopt niet voorspoedig, wat leidt tot de gevangenname van luitenant Reed. Hij wordt vastgehouden in een stelsel van grotten, waar de kolonisten nu in lijken te leven. Archer en Dr. Phlox keren later ongewapend terug naar deze grotten in de hoop vertrouwen op te bouwen. De dokter biedt aan om een vrouw, Nadet, naar de Enterprise te brengen om haar longkanker te behandelen.
Het blijkt dat de Novans, de inwoners van Terra Nova, erop tegen waren dat er meer mensen op hun kolonie zouden gaan wonen. Er zou namelijk een tweede konvooi met mensen arriveren om de kolonie ook te gaan bewonen. Daarna werd het contact met Aarde slechter, en toen een planetoïde de planeet raakte, dachten ze dat dit een wraakactie van Aarde was. Alleen de kinderen konden de radiatie die ontstond overleven, waarna ze in de grotten gingen leven. Zonder ouders konden ze hun menselijke intellectuele niveau niet behouden, en een nieuwe cultuur ontstond, maar nog steeds wantrouwend naar mensen toe, zelfs na de hulp van Phlox.
Phlox komt er later achter dat de watervoorraad van de onderkant, zoals de Novans de grotten noemen, besmet is door de radiatie. Dat leidt ertoe dat de afstammelingen van de Novans waarschijnlijk zullen uitsterven. Om dat te voorkomen moet de kolonie verplaatst worden naar een locatie die niet besmet is. T'Pol adviseert een locatie in het zuidelijk halfrond. Jamin, de leider van de kolonisten, denkt dat het een plan is om hun thuis af te pakken, maar uiteindelijk is hij het met hen eens en staat de verhuizing toe, nadat Archer onder andere zijn leven heeft gered na een val.

## Achtergrondinformatie
- Deze aflevering is er een van zeven binnen de Star Trek franchise die een Latijnse titel hebben.
- In deze aflevering wordt voor het eerst het ras van Phlox, Denobulanen, genoemd.

## Acteurs

### Hoofdrollen
- Scott Bakula als kapitein Jonathan Archer
- John Billingsley als dokter Phlox
- Jolene Blalock als overste T'Pol
- Dominic Keating als luitenant Malcolm Reed
- Anthony Montgomery als vaandrig Travis Mayweather
- Linda Park als vaandrig Hoshi Sato
- Connor Trinneer als overste Charles "Trip" Tucker III

### Gastacteurs
- Erick Avari als Jamin
- Mary Carver als Nadet/Bernadette Fuller

### Bijrollen
- Brian Jacobs als Athan
- Greville Henwood als Akary

### Bijrollen die niet in de aftiteling vermeld zijn (selectie)
- Solomon Burke junior als Billy
- Evan English als vaandrig Tanner
- Tracy Foley als een Novaanse vrouw zonder naam
- Prada als Porthos

### Stuntdubbelgangers
- Vince Deadrick junior als stuntdubbelganger voor Scott Bakula
- Steven Lambert als stuntdubbelganger voor Erick Avari